# ポータブルストレージデバイス
ポータブルストレージデバイス（英: Portable Storage Device）とは、ハードディスクドライブを持ち運び可能なケースに内蔵した外部記憶装置のことをいう。
一般的には2.5インチサイズなどの小型ハードディスクを携帯用ケースに内蔵したもので、パソコンへの接続にはUSBやIEEE 1394、製品によってはBluetoothなどの無線通信によって行われる。
USBメモリやメモリカード、各種リムーバブルメディアよりも大容量なことから、大容量データの持ち運びに使われることが多い。使用者によってはOSやアプリケーションソフトなど必要な環境をあらかじめインストールしておき、出先のパソコンに接続しポータブルストレージから起動することで、普段使っている環境をどこでも利用可能にする、という使い方もある。
電源供給はUSBやIEEE 1394のバスパワー、もしくは付属のACアダプターで行うが、製品によってはバッテリーを内蔵したものもある。この点で言えばデジタルオーディオプレーヤーもポータブルストレージの一種であるといえる。また、電源内蔵型の中には、メモリカードスロットを備えたものもあり、デジタルカメラで撮影した写真画像データを、スロットに差したメモリカードから単体で、またはデジタルカメラにケーブル接続した状態で、ポータブルストレージに転送・保存可能にしている。こうした写真画像データの保存に特化したポータブルストレージのことを特にフォトストレージということがある。
さらに電源内蔵タイプには液晶ディスプレイを内蔵し、写真画像の表示や動画データの再生を可能にしたポータブルストレージビューアーと呼ばれるものも出てきている。